# Golden Virginia

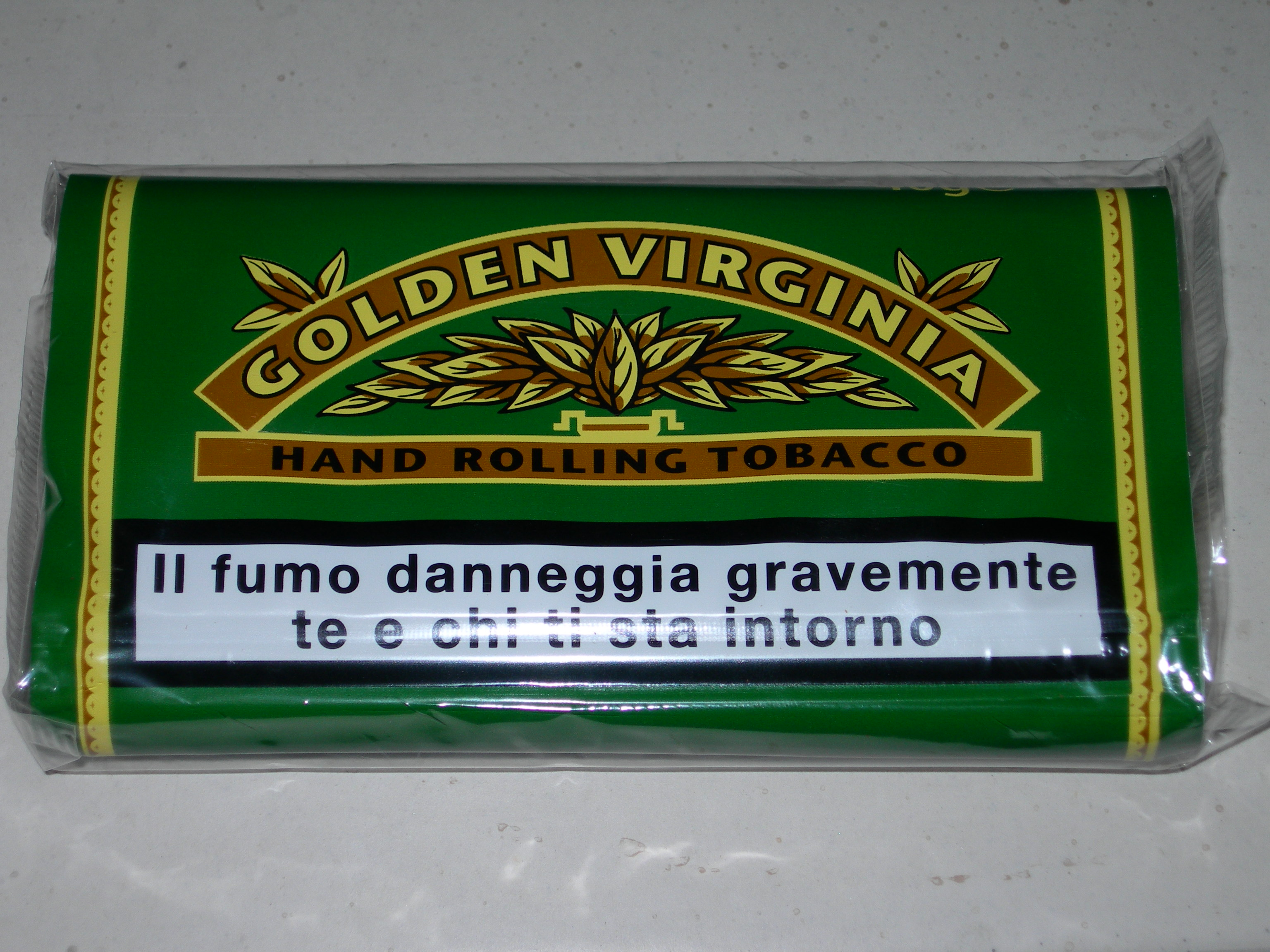
balíček tabáku

Golden Virginia je značka cigaretového tabáku, který je vyráběn společností Imperial Tobacco v anglickém Nottinghamu. Jedná se o směs druhů Virginia, Burley a dalších orientálních tabáků. Prodává se v baleních o hmotnostech: 12,5 g, 14 g, 20 g, 25 g, 40 g, 50 g a 75 g. Existuje ve 2 variantách: zelený (Classic) , žlutý (Classic Smooth).
Podle oficiálního webu výrobce se jedná o nejkvalitnější cigaretový tabák prodávaný ve Velké Británii, přičemž je dostupný po celé Evropě, Českou republiku nevyjímaje. Tato značka tabáku se prodává na celkem 35 světových trzích především v západní Evropě, s klíčovými trhy v Belgii, Velké Británii, Španělsku a Lucembursku.
V České republice se prodává 50g balení a 30g balení.